# Bremiola karatavica
Bremiola karatavica är en tvåvingeart som beskrevs av Fedotova 1994. Bremiola karatavica ingår i släktet Bremiola och familjen gallmyggor.
Artens utbredningsområde är Kazakstan. Inga underarter finns listade i Catalogue of Life.